# Jean de Senarclens
 (août 2023).
Si vous disposez d'ouvrages ou d'articles de référence ou si vous connaissez des sites web de qualité traitant du thème abordé ici, merci de compléter l'article en donnant les références utiles à sa vérifiabilité et en les liant à la section « Notes et références ».
Jean de Senarclens, né le 18 juin 1916 à Lavey-les-Bains et mort le 29 novembre 2005 à Genève, est un juriste suisse auteur de plusieurs ouvrages historiques.

## Biographie
Jean de Senarclens, fils du médecin Victor de Senarclens et de Marthe née Lombard, est le cadet de quatre frères, Aymon de Senarclens, agronome, qui fit de la politique et devint conseiller d’État à Genève, Gérard, chimiste et chef d’entreprise, François, docteur en médecine gynécologique, et Jacques, pasteur et professeur à la Faculté de théologie de Genève.
Docteur en droit, il épouse Isabelle Rachel Naville, fille du professeur de médecine légale François Naville, célèbre pour son enquête sur le massacre de Katyń en 1943. Jean de Senarclens s'installe en famille à Paris en 1945, comme chargé de l’information de la Chambre suisse de commerce à Paris, puis, dès 1949, comme directeur de cette institution. Quatre enfants, dont le chanteur Sarclo, sont nés de ce mariage. De retour en Suisse en 1957, il passe sept ans à Yverdon chez Paillard (machines à écrire Hermès), comme chef de la publicité et des ventes, puis comme directeur adjoint pour la branche Cinéma (caméras Bolex).
En 1964, de retour à Genève, il entre à la Société générale pour l’Industrie, comme chef de la division des tâches nouvelles, où il s’emploie à créer une nouvelle station de ski, « Valrutor », à La Thuile en Vallée d'Aoste. Les investisseurs genevois ne le suivent pas et la station finira par prospérer grâce à des capitaux italiens.
Jean de Senarclens effectue ensuite une mission pour le Comité international de la Croix-Rouge en Égypte, au lendemain de la Guerre de Kippour de 1973, avant d’être engagé comme conseiller juridique à la Compagnie de services fiduciaires (CSF), ce qui lui vaudra de sérieux ennuis. Cette société a en effet figuré – à son insu – dans l’organigramme complexe de l’affaire dite « Irangate » qui éclate en 1986. Harcelé par les journaux américains, et finalement innocenté, il quittera la CSF pour la filiale genevoise d’un groupe étranger qui gère notamment l’Hôtel Intercontinental, poste qu’il occupera jusqu’à sa mort le 29 novembre 2005.

## Activités littéraires et historiques
Ses trente dernières années ont été occupées par des activités littéraires : président de la Société de lecture de Genève en 1977-1978, président de la Société genevoise d’utilité publique de 1977 à 1991, il a participé de manière décisive à l’élaboration et à la publication de l'Encyclopédie de Genève (11 volumes et 1 CD-Rom, parus de 1982 à 1996) et a collaboré par de nombreux articles au Dictionnaire historique de la Suisse. Il a surtout publié plusieurs ouvrages historiques, la plupart aux éditions Slatkine et pour certains en collaboration avec l'archiviste d’État de Genève, Catherine Santschi.
Les premiers concernent Genève, dont il connaît les moindres recoins. À la disparition du Journal de Genève, en 1998, il dirige un ouvrage collectif qui montre à quel point ce quotidien fut un témoin et un acteur européen de première importance durant ses 172 ans d’existence, en particulier durant les deux guerres mondiales.

## Rendre justice à Gustave Moynier
Jean de Senarclens s’attache ensuite par une biographie à rendre justice à la mémoire de celui qu’il considère comme le véritable fondateur du Comité International de la Croix Rouge, Gustave Moynier. Il égratigne au passage la figure d’Henri Dunant, ce qui lui vaudra des ennuis en raison du puissant lobby Dunant et du CICR lui-même, qui utilise l’image d’un Dunant âgé et débonnaire à des fins de marketing, oubliant qu’il fut aussi un aventurier dont la faillite en 1867 mit en péril le Comité international, déjà présidé par Moynier.

## L’histoire des Senarclens et des Naville
En 2000, il publie le fruit d’une longue recherche sur les 800 ans l’histoire de sa famille. Les Senarclens (de), chevaliers vaudois soumis au Sire de Cossonay au XIIe siècle, ont produit par la suite des personnages hors du commun que l’on retrouve à la cour du Tsar de Russie ou à la tête de régiments du roi de France et qui, dans leur château de Vufflens, recevront Voltaire. Puis Jean de Senarclens s’attache à écrire une fresque comparable sur les Naville, la famille de sa femme décédée en 1998, mais il meurt lui-même sans terminer le manuscrit, qui sera complété et publié par un petit groupe de chercheurs et d’historiens. Tailleurs de pierre lorsqu’ils acquièrent la bourgeoisie de Genève en 1506, les Naville deviennent drapiers, horlogers, magistrats ou  industriels : c’est un Naville qui fonde à Zurich en 1888 ce qui deviendra Alusuisse. Mais c'est finalement par le travail académique que cette famille accédera à la plus grande reconnaissance, avec des philosophes, des théologiens, des pédagogues et un grand égyptologue, Henri Édouard Naville.